# Billy Yule
Pour les articles homonymes, voir Yule (homonymie).
William "Billy" Yule (né en 1953) a été occasionnellement batteur pour le Velvet Underground dans les dernières années du groupe.
Il n'avait que 16 ans lorsque son grand frère, Doug Yule, l'invita à remplacer la batteuse Moe Tucker pour une série de concerts que le groupe donnait. Du 24 juin au 28 août 1970, il remplaça ainsi Moe sur la scène du Max's Kansas City. Deux de ces concerts ont été enregistrés et peuvent être écoutés sur l'album Live at Max's Kansas City.
Billy Yule fait partie des batteurs qui ont également remplacé Moe pour les enregistrements de l'album Loaded, qui se déroulaient parallèlement aux concerts du Max.
En 1973, alors que le groupe n'existait officiellement plus, Billy et son frère Doug ont pourtant donné des concerts, contre leur gré, sous ce nom. Le 27 mai, l'avant-dernier de ces concerts fut enregistré et peut-être écouté sur la compilation Final V.U. 1971-1973.